# Sisyra nikkoana
Sisyra nikkoana är en insektsart som först beskrevs av Navás 1910.  Sisyra nikkoana ingår i släktet Sisyra och familjen svampdjurssländor. Inga underarter finns listade i Catalogue of Life.